# Gouvernement Wit-Rusland
Het gouvernement Wit-Rusland (Russisch: Белорусская губерния, Beloroesskaja goebernija) was een gouvernement binnen het keizerrijk Rusland. Het gouvernement bestond van 6 november 1796 tot 1802. Het gouvernement ontstond uit het onderkoninkrijk Mogiljow en het gouvernement Polotsk en het ging op in het gouvernement Vitebsk en het gouvernement Mogiljow. Het gouvernement had zestien oejazden. De hoofdstad was  Vitebsk.